# Elektrische Kleinbahn Mansfeld
| Die Kleinbahn in Eisleben |                     |                                                          |                                                          |
| Streckenlänge: | 31,845 km           |                                                          |                                                          |
| Spurweite: | 1000 mm (Meterspur) |                                                          |                                                          |
| Streckengeschwindigkeit: | 30 km/h             |                                                          |                                                          |
| |                     |                                                          |                                                          |
| \| \| 0,0 \| Helfta Kriegerdenkmal (Endweiche) \| Helfta Kriegerdenkmal (Endweiche) \| \| \| \| \| \| \| \| 1,2 \| Eisleben Bahnhof (Übergang zur Halle-Kasseler Eisenbahn) \| Eisleben Bahnhof (Übergang zur Halle-Kasseler Eisenbahn) \| \| \| \| \| \| \| \| 3,3 0,0 \| Eisleben Plan \| Eisleben Plan \| \| \| 2,045 \| Eisleben Friedhof \| Eisleben Friedhof \| \| \| ? \| Eisleben Breiter Weg (Weiche) \| Eisleben Breiter Weg (Weiche) \| \| \| 6,3 \| Wimmelburg \| Wimmelburg \| \| \| 7,7 \| Kreisfeld \| Kreisfeld \| \| \| 9,5 \| Hergisdorf \| Hergisdorf \| \| \| 11,1 \| Ahlsdorf (Weiche) \| Ahlsdorf (Weiche) \| \| \| 12,0 \| Ahlsdorf Ziegelrode \| Ahlsdorf Ziegelrode \| \| \| 13,1? \| Helbra Gemeindeamt \| Helbra Gemeindeamt \| \| \| ? \| Helbra Denkmal (Weiche) \| Helbra Denkmal (Weiche) \| \| \| 14,2 \| Helbra Bad Anna \| Helbra Bad Anna \| \| \| ? \| Benndorf Depot \| Benndorf Depot \| \| \| 15,7 \| Mansfeld Bahnhof (heute Klostermansfeld Bhf.) \| Mansfeld Bahnhof (heute Klostermansfeld Bhf.) \| \| \| 16,9 \| Klostermansfeld (Weiche) \| Klostermansfeld (Weiche) \| \| \| 20,1 \| Mansfeld Stadt \| Mansfeld Stadt \| \| \| 21,8 \| Leimbach \| Leimbach \| \| \| 22,2 \| Leimbach Ratskeller \| Leimbach Ratskeller \| \| \| 24,1 \| Großörner (Weiche) \| Großörner (Weiche) \| \| \| 25,9 \| Gottesbelohnungshütte \| Gottesbelohnungshütte \| \| \| 27,0 \| Burgörner-Neudorf \| Burgörner-Neudorf \| \| \| 28,6 \| Hettstedt Markt (Endweiche) \| Hettstedt Markt (Endweiche) \| |                     |                                                          |                                                          |
| U-Bahn-Kopfbahnhof Streckenanfang (Strecke außer Betrieb) | 0,0                 | Helfta Kriegerdenkmal (Endweiche)                        | Helfta Kriegerdenkmal (Endweiche)                        |
| |                     |                                                          |                                                          |
| U-Bahn-Abzweig geradeaus und von links (Strecke außer Betrieb) · U-Bahn-Haltepunkt / Haltestelle Streckenende und quer (Strecke außer Betrieb) | 1,2                 | Eisleben Bahnhof (Übergang zur Halle-Kasseler Eisenbahn) | Eisleben Bahnhof (Übergang zur Halle-Kasseler Eisenbahn) |
| |                     |                                                          |                                                          |
| U-Bahn-Bahnhof (Strecke außer Betrieb) | 3,3 0,0             | Eisleben Plan                                            | Eisleben Plan                                            |
| U-Bahn-Haltepunkt / Haltestelle Streckenanfang und quer (Strecke außer Betrieb) · U-Bahn-Abzweig geradeaus und nach rechts (Strecke außer Betrieb) | 2,045               | Eisleben Friedhof                                        | Eisleben Friedhof                                        |
| U-Bahn-Haltepunkt / Haltestelle (Strecke außer Betrieb) | ?                   | Eisleben Breiter Weg (Weiche)                            | Eisleben Breiter Weg (Weiche)                            |
| U-Bahn-Haltepunkt / Haltestelle (Strecke außer Betrieb) | 6,3                 | Wimmelburg                                               | Wimmelburg                                               |
| U-Bahn-Haltepunkt / Haltestelle (Strecke außer Betrieb) | 7,7                 | Kreisfeld                                                | Kreisfeld                                                |
| U-Bahn-Haltepunkt / Haltestelle (Strecke außer Betrieb) | 9,5                 | Hergisdorf                                               | Hergisdorf                                               |
| U-Bahn-Haltepunkt / Haltestelle (Strecke außer Betrieb) | 11,1                | Ahlsdorf (Weiche)                                        | Ahlsdorf (Weiche)                                        |
| U-Bahn-Haltepunkt / Haltestelle (Strecke außer Betrieb) | 12,0                | Ahlsdorf Ziegelrode                                      | Ahlsdorf Ziegelrode                                      |
| U-Bahn-Haltepunkt / Haltestelle (Strecke außer Betrieb) | 13,1?               | Helbra Gemeindeamt                                       | Helbra Gemeindeamt                                       |
| U-Bahn-Haltepunkt / Haltestelle (Strecke außer Betrieb) | ?                   | Helbra Denkmal (Weiche)                                  | Helbra Denkmal (Weiche)                                  |
| U-Bahn-Haltepunkt / Haltestelle (Strecke außer Betrieb) | 14,2                | Helbra Bad Anna                                          | Helbra Bad Anna                                          |
| U-Bahn-Bahnhof (Strecke außer Betrieb) | ?                   | Benndorf Depot                                           | Benndorf Depot                                           |
| U-Bahn-Bahnhof (Strecke außer Betrieb) | 15,7                | Mansfeld Bahnhof (heute Klostermansfeld Bhf.)            | Mansfeld Bahnhof (heute Klostermansfeld Bhf.)            |
| U-Bahn-Bahnhof (Strecke außer Betrieb) | 16,9                | Klostermansfeld (Weiche)                                 | Klostermansfeld (Weiche)                                 |
| U-Bahn-Bahnhof (Strecke außer Betrieb) | 20,1                | Mansfeld Stadt                                           | Mansfeld Stadt                                           |
| U-Bahn-Haltepunkt / Haltestelle (Strecke außer Betrieb) | 21,8                | Leimbach                                                 | Leimbach                                                 |
| U-Bahn-Haltepunkt / Haltestelle (Strecke außer Betrieb) | 22,2                | Leimbach Ratskeller                                      | Leimbach Ratskeller                                      |
| U-Bahn-Haltepunkt / Haltestelle (Strecke außer Betrieb) | 24,1                | Großörner (Weiche)                                       | Großörner (Weiche)                                       |
| U-Bahn-Haltepunkt / Haltestelle (Strecke außer Betrieb) | 25,9                | Gottesbelohnungshütte                                    | Gottesbelohnungshütte                                    |
| U-Bahn-Haltepunkt / Haltestelle (Strecke außer Betrieb) | 27,0                | Burgörner-Neudorf                                        | Burgörner-Neudorf                                        |
| U-Bahn-Kopfbahnhof Streckenende (Strecke außer Betrieb) | 28,6                | Hettstedt Markt (Endweiche)                              | Hettstedt Markt (Endweiche)                              |

Die Elektrische Kleinbahn Mansfeld war eine von 1900 bis 1922 betriebene elektrische  Kleinbahn  mit Meterspur im Mansfelder Bergbaurevier. Eigentümer war die Aktiengesellschaft Elektrische Kleinbahn im Mansfelder Bergrevier. Während der nur kurzen Betriebszeit führte zunächst die Firma Kramer & Co. in Berlin den Betrieb. Ab 1. Januar 1901 übernahm diese Aufgabe die Allgemeine Deutsche Kleinbahn AG und ab 1. Januar 1920 das Elektrizitätswerk Sachsen-Anhalt.

## Geschichte

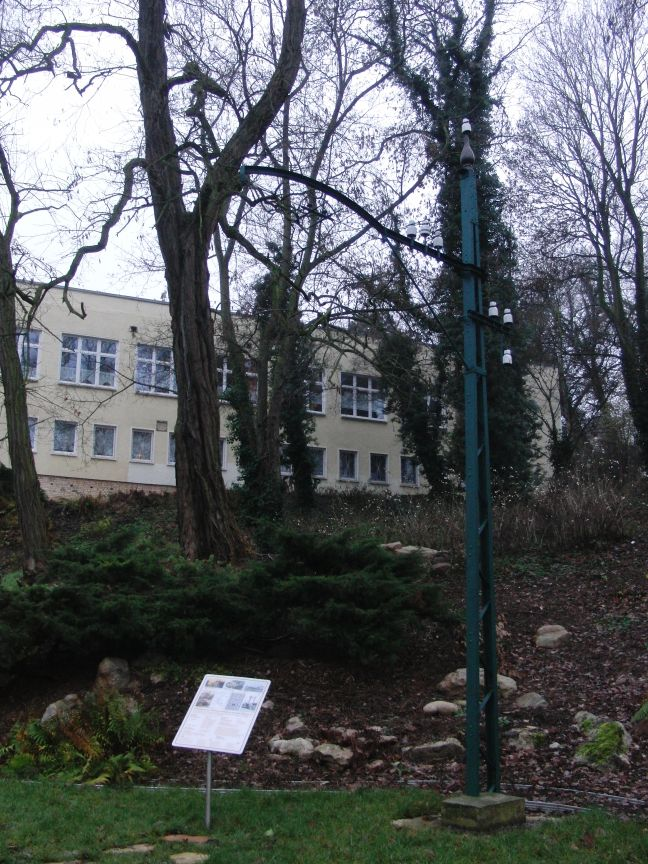
In der Eislebener Bahnhofstraße als Denkmal aufgestellter Fahrleitungsmast

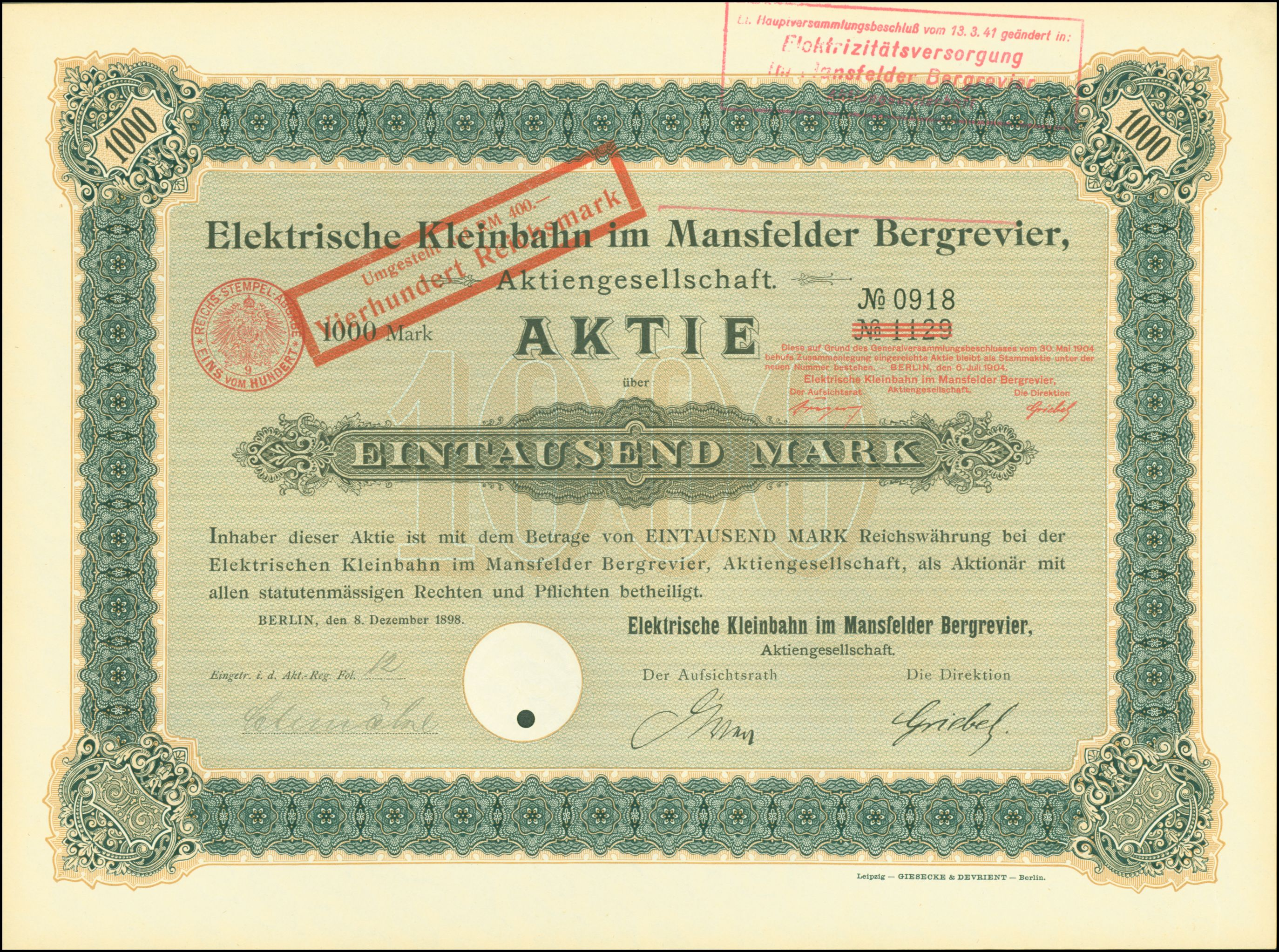
Aktie über 1000 Mark der Elektrischen Kleinbahn im Mansfelder Bergrevier AG vom 8. Dezember 1898

Bereits 1896 gab es erste Bestrebungen zum Bau einer Eisenbahn, am 27. Juni 1898 erhielt dann die Elektrische Kleinbahn im Mansfelder Bergrevier AG die Konzession für eine schmalspurige elektrifizierte Kleinbahn von Hettstedt nach Eisleben. Nachdem Ende des Jahres 1898 mit einem Kapital von 4,5 Millionen Mark die Bauarbeiten begannen, konnte die Kleinbahn schrittweise zwischen dem 10. April und 7. Oktober 1900 den Personenverkehr aufnehmen (der Güterverkehr wurde erst im Oktober 1906 genehmigt).
Infolge des Ersten Weltkrieges wird noch im August 1914 die Stadtstrecke zum Friedhof Eisleben stillgelegt, im Juni 1916 folgt der Abschnitt Eisleben Plan–Eisleben Bahnhof. Im weiteren Verlauf des Krieges musste der Verkehr später noch weiter eingeschränkt werden. 1919 entfiel die Zweite Klasse ersatzlos.
Am 1. Januar 1920 übernahm der Provinzialverband Sachsen-Anhalt die Kleinbahn und beauftragte die Elektrizitätswerk Sachsen-Anhalt AG (ESAG) mit der Betriebsführung. Diese Gesellschaft löste nun den unrentablen Bahnbetrieb, 1922 waren Schulden von ca. 4 Millionen Mark, vom rentablen Kraftwerk und legte am 2. Dezember 1922 die verbliebene Stammstrecke still. Zunächst wird als Ersatz eine Omnibuslinie der Firma Lauterwald eingerichtet, 1929 übernahm schließlich der Kraftverkehr Mansfeld GmbH den Omnibusverkehr entlang der Kleinbahn. Zwar gab es nochmals verschiedene Versuche die Bahn zu reaktivieren, so erreichte die ESAG u. a. 1928 die Umwandlung der Konzession in eine Überlandstraßenbahn, doch bis zum Juli 1929, dem spätesten Termin zur erneuten Betriebsaufnahme, konnte kein Ergebnis erreicht werden, sodass die Konzession erlosch.
In Eisleben und Mansfeld erinnern Fahrleitungsmasten und Gedenktafeln an die Kleinbahn.